# Leźno
Leźno (kaszub. Lezno) – wieś kaszubska w Polsce położona w województwie pomorskim, w powiecie kartuskim, w gminie Żukowo. Wieś jest siedzibą sołectwa Leźno w którego skład wchodzą również miejscowość Lniska, oraz przysiółki Wydmuchów i Jagodowe Wzgórze. Do 15 grudnia 2017 w skład sołectwa wchodziła też wieś Czaple.
Na południe od Leźna przebiega droga krajowa nr 7, wschodnim obrzeżem prowadzi linia kolejowa Stara Piła – Gdańsk Kokoszki ze stacją Leźno. Od zachodu granicę wyznacza rzeka Strzelenka, znana też jako Strzelniczka (Strellnitz), zaś od północy wieś Czaple.
Wieś królewska w powiecie gdańskim województwa pomorskiego w II połowie XVI wieku. W latach 1954–1959 wieś należała i była siedzibą władz gromady Leźno, po jej zniesieniu w gromadzie Żukowo. W latach 1975–1998 miejscowość administracyjnie należała do województwa gdańskiego.
Miejscowość jest siedzibą parafii rzymskokatolickiej św. Stanisława, należącej do dekanatu Żukowo w archidiecezji gdańskiej. Znajduje się tu również klub sportowy Sporting Leźno.

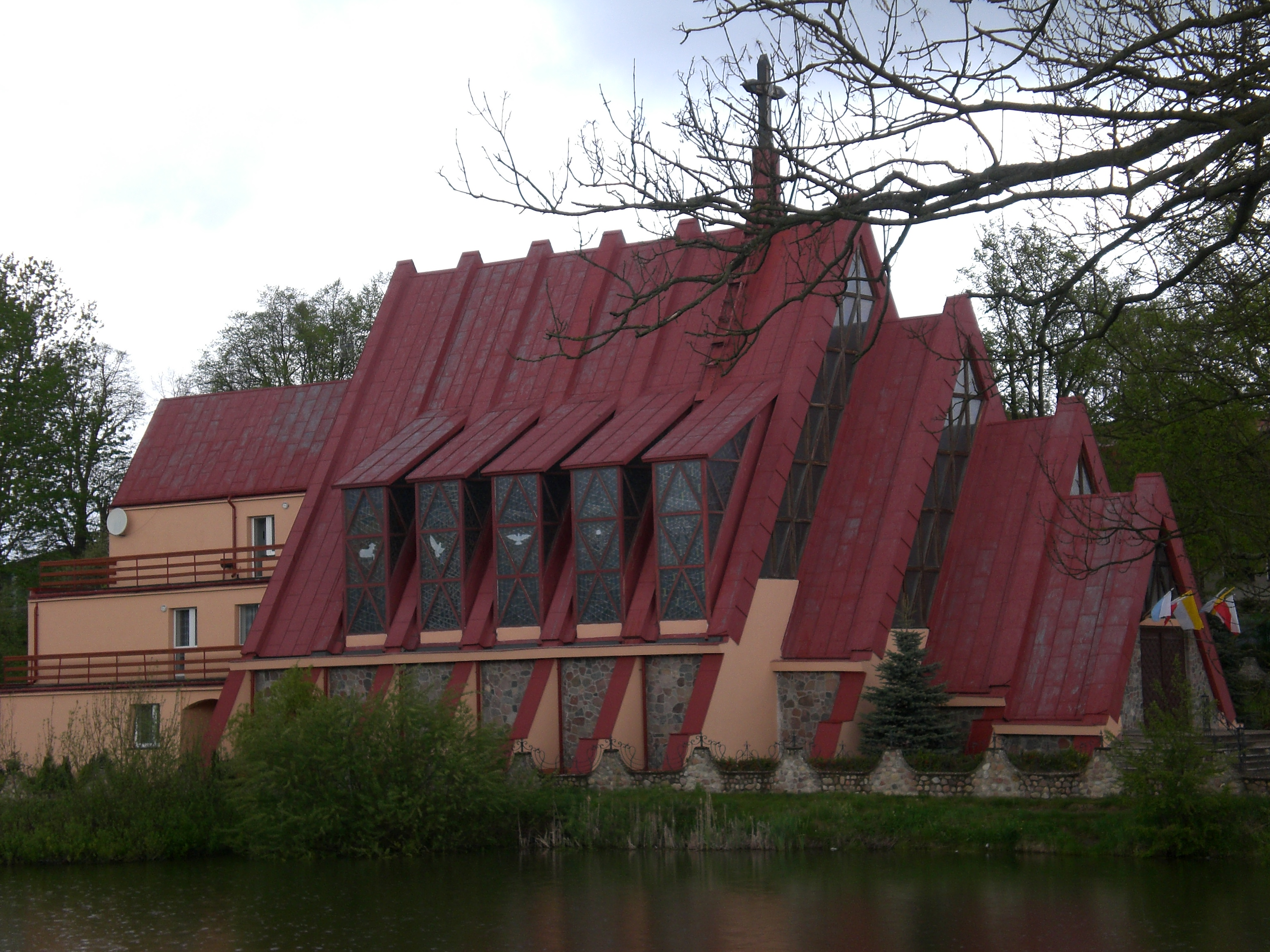
Kościół parafialny pw. św. Stanisława Biskupa

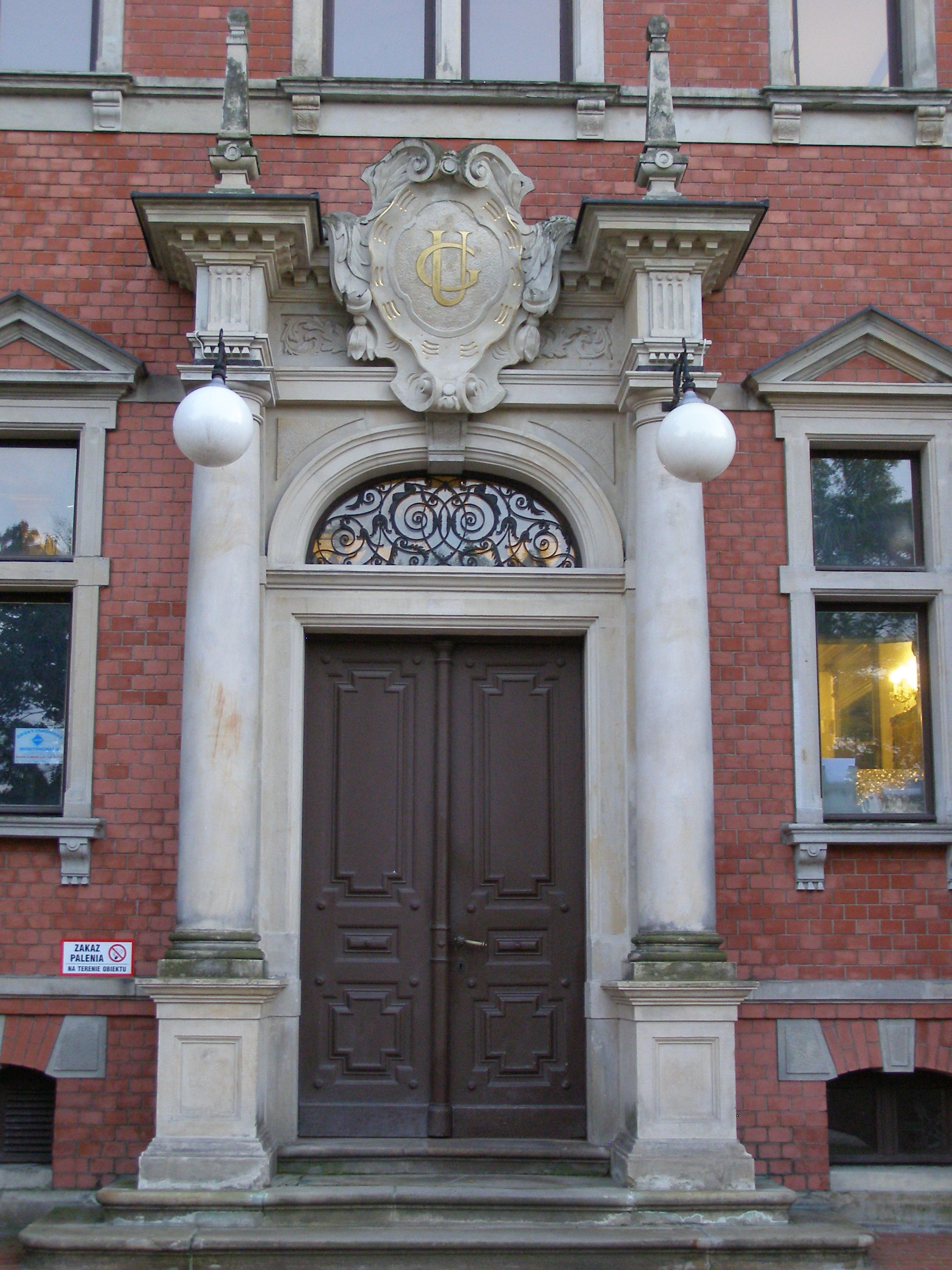
Wejście główne do pałacu z XIX wieku

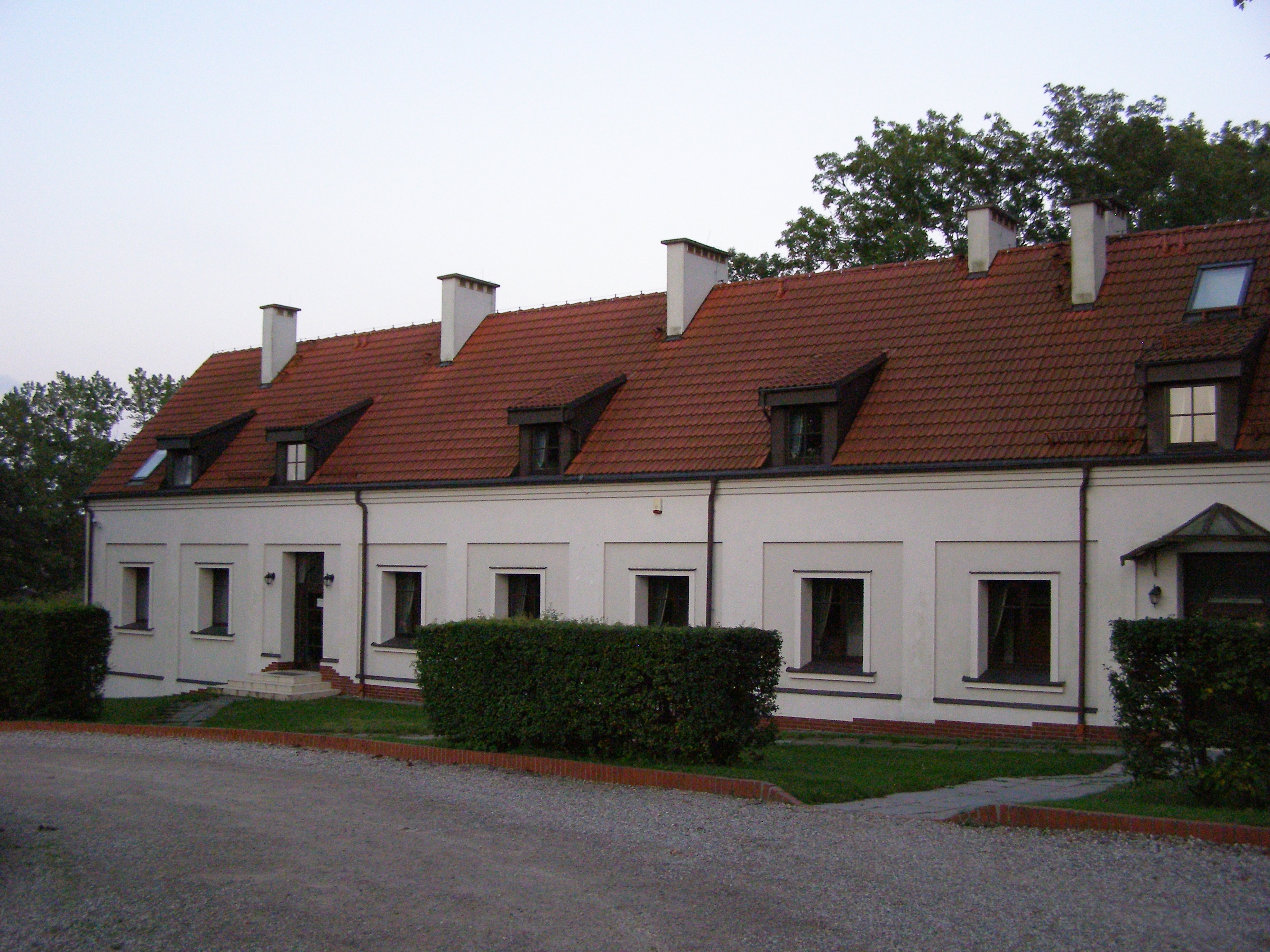
Oficyna wschodnia (istniejąca)

## Historia wsi
Wieś Leźno ma długą, sięgającą czasów krzyżackich historię. Osadnictwo na tym terenie istniało jednak już wcześniej. Jednym z najbardziej znanych zabytków archeologicznych związanych z czasami przedhistorycznymi jest tzw. Kamień z Leźna przedstawiający trzy, różnie interpretowane postacie.

### Średniowiecze
W średniowieczu istniały w tym miejscu dwie osady. Były to Wielkie Leźno (Gross Leesen) i Małe Leźno (Klein Leesen), zwane również Lezenkiem. Obie stanowiły służebne dobra rycerskie. Z 1338 pochodzi wzmianka o nadaniu Wielkiego Leźna przez wielkiego mistrza Dytrycha von Altenburg rycerzowi Godkowi. Z kolei w 1382 wielki mistrz krzyżacki Winrich von Kniprode nadał Małe Leźno rycerzowi Piotrowi z Lewina (był on również właścicielem innej kaszubskiej wsi Sierakowice).
W zamian za posiadanie tych dóbr rycerze ci zobowiązani byli do służby zbrojnej na rzecz Zakonu Krzyżackiego, do budowy i burzenia zamków oraz do innych świadczeń na rzecz Krzyżaków. W świetle dokumentów Wielkie Leźno miało 24 łany i 5 morgów (ok. 405,8 ha), natomiast Małe Leźno miało powierzchnię 11 łanów, czyli ok. 184,8 ha. W ramach administracji państwa krzyżackiego w Prusach obie majętności należały do podporządkowanego komturom gdańskim okręgu administracyjnego z siedzibą w pobliskim Sulminie.

### W czasach nowożytnych do rozbiorów
Po klęsce Zakonu w wojnie trzynastoletniej majątki zakonne (w tym leźnieńskie) stały się własnością króla polskiego, który nadawał je w dożywocie zasłużonym dla kraju. W tym czasie posiadłość Lezienko należała do burmistrza gdańskiego Reinholda Niederhoffa i jego potomków. W II poł. XVI w. dobra leźnieńskie otrzymała od króla w dzierżawę gdańska rodzina Hoppe. W 1623 król nadał te dobra na własność gdańskim patrycjuszom Reinholdowi i Jerzemu Giese, z rodu Giese przybyłego do Gdańska już w XV w. z Nadrenii. W XVII w. do tej rodziny należały dworki gdańskie, m.in. dwór Kuźniczki. W 1631 rodzina Giese zrezygnowała z praw do Leźna, które otrzymał najpierw Konrad Heidenstein, potem w 1654 starosta i nadworny doktor Abraham von Gehem. W 1676 r. posiadłości leźnieńskie kupił referendarz koronny Jan Kazimierz Krasiński, a od niego kupił je w 1687 toku Jan Jerzy Przebendowski.
Jan Jerzy Przebendowski – nowy właściciel dóbr leźnieńskich „....to bohater, mąż krajowi nader zasłużony, przez 30 lat broń nosił i po różnych wojnach odznaczył się, osobliwie jednak pod Chocimiem....wielkiego rozsądku swego dał dowody, urzędy coraz wyższe piastował”. Przebendowski był po kolei starostą mirachowskim, kasztelanem chełmińskim, wojewodą malborskim, mianowanym przez króla Augusta II Mocnego. W 1703 został podskarbim koronnym, a w 1728 generałem wielkopolskim.
Lezenko było jego ulubionym miejscem, dokąd chętnie powracał. Miał też w pobliżu inne majątki. Dlatego zbudował w Leźnie w latach 1717–1722 duży barokowy pałac, który kosztował 183 tys. zł. W kolejnych latach trwały prace wykończeniowe. Założenie pałacowe miało kształt podkowy - gmach główny o wymiarach 56 x 16 metrów, który po bokach poprzedzały dwie parterowe oficyny nakryte dachami mansardowymi. 
Po śmierci J.J. Przebendowskiego w 1729 roku dobra te odziedziczyła jego jedyna córka Dorota Henrietta von Bielińska z domu Przebendowska. Pierwszym mężem hrabiny Bielińskiej był wojewoda nowogrodzki Jan Mikołaj Radziwiłł, z którym się rozeszła w 1715 r. Jej kolejnym mężem był od 1730 roku wojewoda chełmiński Franciszek Bieliński. W 1748 roku Bielińscy sprzedali cały majątek za 200 000 guldenów pruskich wojewodzie malborskiemu Piotrowi Grzegorzowi Przebendowskiemu. Po nim dobra odziedziczył syn Ignacy Przebendowski, wojewoda pomorski. Sprzedał je wkrótce za 260 000 guldenów pruskich kasztelanowi elbląskiemu Janowi Michałowi Grabowskiemu.
Nowy właściciel nie miał czasu na zajmowanie się majątkiem, więc wydzierżawił go na trzy lata niejakiemu Bertelowi Steinartowi.

### Czasy rozbiorów
W 1772, po pierwszym rozbiorze Polski, Leźno i Lezenko znalazły się pod zaborem pruskim. W 1773 r. dobra te odziedziczył starosta Adam von Grabowski. Nie był jednak w stanie sam zarządzać majątkiem, oddał je w dzierżawę, a sam mieszkał w pałacu w Sypniewie. Dzierżawcami majątku i mieszkańcami pałacu w Lezenku byli kolejno: Józef Krzyżowski, Józef Schwabe, Jacob Dambe, Johan Bigur, Albert Krzyżowski i Dombowski.
Różni ludzie i odmienne sposoby gospodarowania nie wyszły dziedzicowi na dobre. Trudna sytuacja materialna sprawiła, że Adam von Grabowski postanowił sprzedać Lezenko. 14 grudnia 1785 roku doszło do pierwszej licytacji. Zażądał 50 000 talarów, lecz nie znalazł nabywcy. 3 maja 1786 roku odbyła się druga licytacja, na którą zgłosiło się dwóch chętnych. Właścicielem został wrocławski bankier Georg Marcus Helffenstein. W krótkim opisie swej podróży z Wrocławia na Pomorze Gdańskie tak pisał: „mieszkańcy tu są przeważnie Kaszubi – lud nader pracowity i religijny...”.
Nowy właściciel zastał bardzo zaniedbane gospodarstwo i zniszczony pałac. Wszystko wymagało dużych porządków. Prace te trwały 5 lat (1789–1794). W tym samym czasie zadbano też o przyległe pola i łąki. Drogi obsadzono drzewami. Na polach niedaleko wsi Czaple wydobywano bursztyn. Można przypuszczać, że Marcus Helffenstein był dobrym gospodarzem i przyczynił się do polepszenia stanu majątku i wyglądu pałacu.

### W XIX wieku
Początek XIX w. to okres obfity w wydarzenia i wojny. W 1806–1807 wojska napoleońskie były w stanie wojny z Prusami i kierowały się na Gdańsk. Na rozległych terenach otaczających miasto stacjonowała armia francuska – także w Leźnie, gdzie czyniła wiele szkód.
Po traktacie pokojowym w Tylży (1807) i powstaniu Wolnego Miasta Gdańska dobra leźnieńskie zostały rozdzielone granicą celną, która przebiegała wzdłuż rzeczki Strzelnicy i Raduni. Pola sąsiedniej wsi Lniska należały do Wolnego Miasta Gdańska, a reszta do Prus. Walki na tych terenach toczyły się też w latach 1809–1810, 1816, 1819. Właściciel Leźna Marcus Helffenstein zmarł 27 lutego 1812 roku i został pochowany w Przyjaźni. Po nim majątek odziedziczył jego syn Carl, a następnie Henryk Helffenstein.

### Ród Hoene
8 stycznia 1832 roku „dobra lezneńskie” kupił od Henryka Helffesteina radca handlowy Friedrich Hoene i powierzył je w zarząd niejakiemu Timreckowi w latach 1832–1862, płacąc mu za te prace 3 tys. talarów. Hoene wybudował wszystkie budynki w Borczu, owczarnie w Leźnie, Lniskach, Pępowie, zaś w Lezenku owczarnię z kamienia i stajnie za pieniądze pochodzące z dochodów z majątku w Lezenku.
W tym samym czasie została uregulowana rzeka Radunia. W latach 1841–1851 zbudowano szosę z Gdańska do Kartuz. W 1853 r. Pępowo, w 1854 Borcz, a w 1856 r. las borecki oddzielono od dóbr lezeńskich i oddano najmłodszemu synowi. F. Hoene był bardzo dobrym gospodarzem, zmarł w 1867 r.

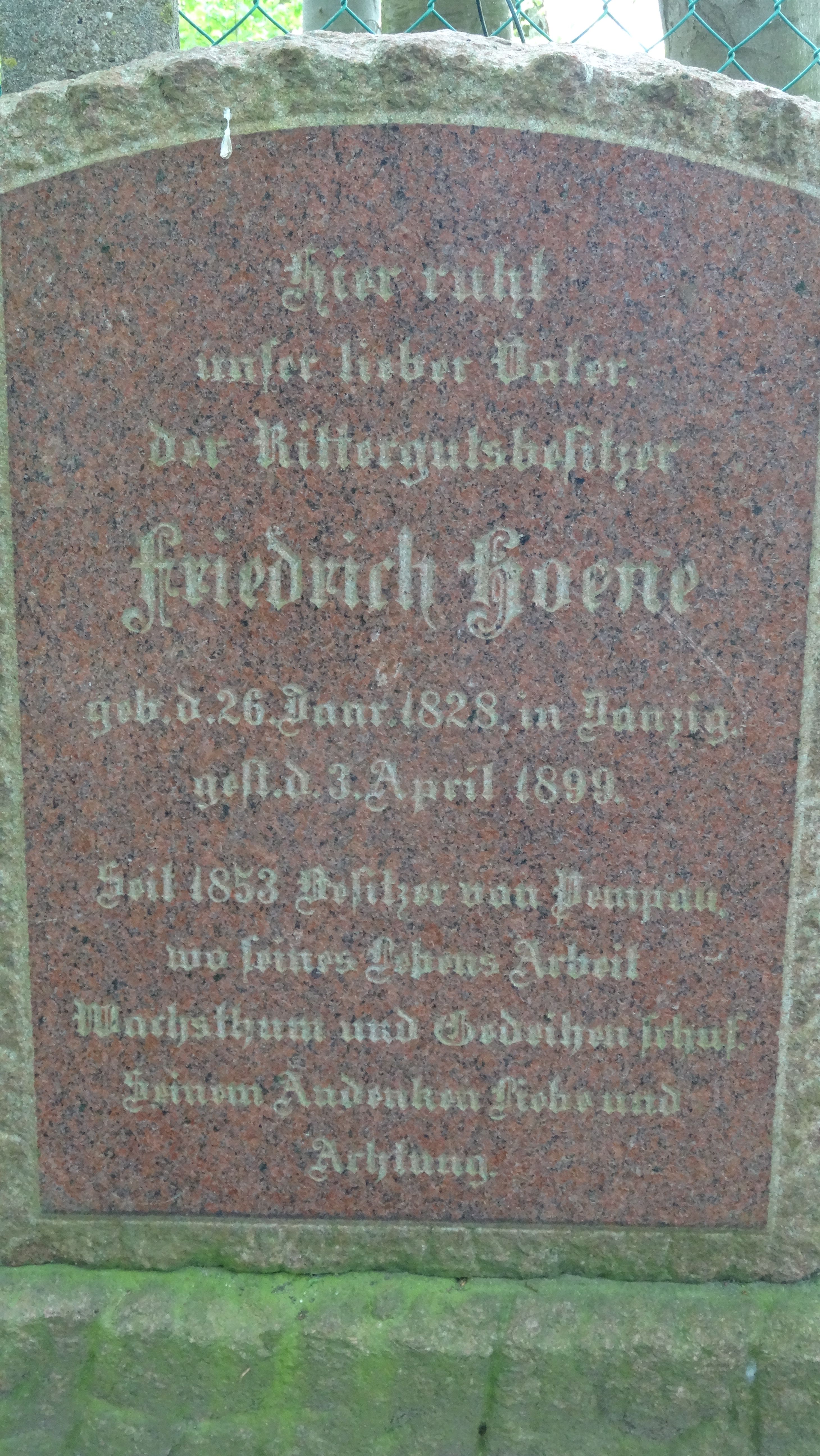
Grób Friedricha Hoene syna na rodzinnym cmentarzyku w Pępowie

Dobra przeszły w ręce synów: Pępowo i Borcz w ręce młodszego syna Friedricha Hoene (26 stycznia 1828 Gdańsk – 3 kwietnia 1899 Pępowo), a Leźno i Lniska objął starszy syn Richard Hoene (1812–1875). Dobra Leźno i Lniska liczyły wówczas 5500 morgów pruskich (1125 ha). Richard Hoene w latach 1863–1870 wybudował śluzę na Raduni, osuszał i uprawiał pobliskie łąki. Na granicy Leźna i Pępowa pobudował cegielnię, w której produkowano głównie rury do drenarki. Jednocześnie użyźniał i uszlachetniał glebę, nawożąc ją wapnem i gliną marglową.
15 grudnia 1867 roku otworzono w Leźnie szkołę (obecna szkoła znajduje się w tym samym miejscu). Mimo tak dużych wydatków dochody z produkcji i majątku rosły. W latach 1865–1866 zbudował szosę Leźno – Pępowo – Wejherowo.
W 1875 zmarł Richard Hoene, a ponieważ nie miał dzieci, majątek odziedziczył jego bratanek Carl Hoene. Do prowadzenia gospodarstwa nie miał ani zdolności, ani chęci, oddał gospodarstwo w zarządzanie starszemu inspektorowi Hartingkowi. W 1882 przybył do Leźna Georg Hoene z Pępowa. Georg Hoene był człowiekiem pracowitym i ambitnym, jego zapał i praca doprowadziły do korzystnych zmian w majątku Leźno.
Rozbudował część folwarczną z zabudowaniami zgrupowanymi wokół dwóch prostokątnych dziedzińców. W nich hodował konie i bydło, urządzona została mleczarnia, która przynosiła duże dochody. W 1884 rozpoczęto przebudowę pałacu. Pałacową część zabudowań pozostawiono bez zmian – z pałacem w osi od południa i oficynami po jego bokach. Sam budynek jednak zmieniono.
Stary barokowy pałac Jana Jerzego Przebendowskiego w 1717 rozebrano w 1884 roku, a na jego miejscu zbudowano znacznie mniejszy pałac neorenesansowy. Skrzydła pałacowe nie zachowały się. Park urządzono na nowo. Zajmował on nadal teren we wschodniej części majątku na południe od pałacu. Był to park krajobrazowy ze swobodnie komponowanymi grupami drzew. W jego południowo-wschodnim narożniku wydzielono regularną prostokątną działkę. Przypuszczalnie był tam sad. Od zachodu park graniczył z budynkami folwarcznymi.
Pałac otoczony był zielenią parkową od strony południowej. Przed pałacem po jego stronie północnej (frontowej), pomiędzy oficynami również była zieleń (krzewy ozdobne), a po drugiej stronie (od zachodu) znajdowało się oczko wodne. Po śmierci Carla Hoene w 1903 przejął majątek jego dotychczasowy dzierżawca Georg Hoene, który wcześniej odziedziczył Borcz. Majątek w Leźnie liczył wtedy 534 ha, w tym ziemi ornej i ogrodu były 304 ha, łąk – 40 ha, pastwisk 36 ha, lasów 139 ha, nieużytki, dwór i drogi zajmowały 14 ha, a woda 1 ha. W majątku było 110 koni, 119 krów, 1000 owiec i 180 świń. Działała też mleczarnia.
W 1916 Georg Hoene umarł i został pochowany w lesie w Leźnie. Obok niego pochowano jego żonę. Leźno i Lezenko odziedziczył jego syn Konrad Hoene. W 1920 roku Leźno znalazło się w granicach Polski. Po wkroczeniu wojsk niemieckich do Leźna 1 września 1939 roku Konrad Hoene powrócił do Leźna i pozostał w nim przez całą wojnę. Był w randze porucznika rezerwy. W czasie wojny w pałacu stacjonowały niemiecki sztab dowództwa odcinka obrony oraz szpital polowy. W tym czasie budynek nieznacznie ucierpiał w czasie działań wojennych. Zaś Konrad Hoene został mianowany dowódcą obrony Sopotu. W marcu 1945 roku oddziały radzieckiej 49 Armii po ciężkich walkach weszły do Leźna. Familia Hoene kilka tygodni wcześniej opuściła rodzinną posiadłość i wyjechała do Niemiec. Żołnierze radzieccy wtargnęli do pałacu, czyniąc w nim spustoszenie i grabiąc wszystko, co dało się wynieść. Czego nie mogli zrabować – zniszczyli.

### Po II wojnie światowej
Po zakończeniu wojny majątek przeszedł na rzecz skarbu państwa, powstało Kartuskie Przedsiębiorstwo Gospodarki Rolnej. W pałacu urządzono biura i mieszkania dla pracowników. Pomieszczenia biurowe nie przypominały swym wyglądem dawnych komnat i sal balowych. Ściany pomalowano szarym lub beżowym kolorem, do połowy olejną lamperią. Nie było już kominków, zabytkowych mebli, lśniących żyrandoli. Przewijało się mnóstwo ludzi – pracowników, mieszkańców i interesantów, jednak nie było już tej atmosfery domu rodzinnego, o który ktoś by dbał i czuł się odpowiedzialny. Przeprowadzano co prawda różne doraźne remonty (1978–1980, remont dachu), lecz bez nadzoru konserwatorskiego. Nieco zaniedbano zabytkowy park, niegdyś starannie utrzymywany.
W latach 90. zlikwidowano Kartuskie PGR. Gospodarstwo wraz z pałacem przejęła Agencja Własności Rolnej Skarbu Państwa. Podzielono dawny majątek na dwie części: gospodarczą i pałacowo-parkową (ponad 5 ha). Gospodarstwo zostało wydzierżawione, natomiast pałac z oficyną i parkiem w 1994 kupił Uniwersytet Gdański. Pałac został wyremontowany, odrestaurowany i odzyskał swoją dawną świetność, pełniąc funkcję hotelu oraz ośrodka konferencyjno-szkoleniowego. Ponieważ działalność ta nie pokrywała kosztów utrzymania obiektu, Uniwersytet Gdański wystawił go na sprzedaż, do której nie doszło.

## Park
Drzewa rosną tu na dużej przestrzeni, skupione w swobodnie komponowane grupy, na podłożu trawiastym. Rosną tu drzewa, które mają 100-150 lat: kasztanowiec biały, modrzew europejski, żywotnik zachodni, brzoza brodawkowata, buk pospolity, dąb szypułkowy, grab pospolity, lipa drobnolistna, sosna zwyczajna, świerk pospolity, topola biała i wiąz szypułkowy.
Oprócz starodrzewu występują tu duże ilości drzew młodych, głównie samosiewy. Jest tu również skupisko krzewów: jaśminowiec wonny, bez czarny, głóg jednoszyjkowy i śnieguliczka biała. Powierzchnia parku wynosi 5 ha.

## Zabytki
Według rejestru zabytków NID na listę zabytków wpisany jest zespół dworski i folwarczny z XVIII-XIX w., nr rej.: A-1137 z 10.12.1986:
- Pałac w Leźnie
- oficyna
- park z aleją
- folwark z pierwszej ćw. XIX w.: 
  - obora,
  - chlewnia (nie istnieje)
  - magazyn.